# فلورين ستيتهايمر

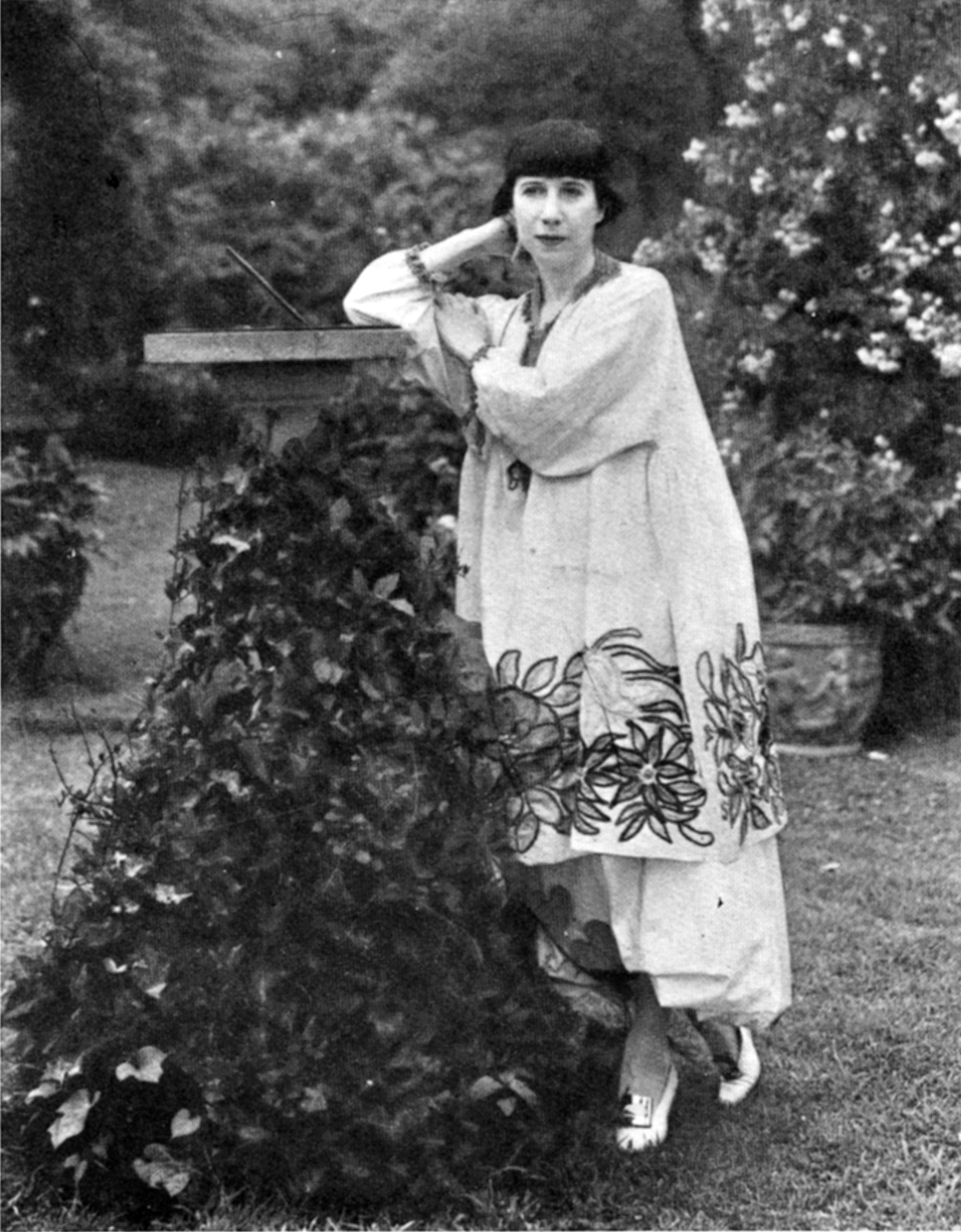
فلورين ستيتهايمر

فلورين ستيتهايمر (19 أغسطس 1871 - 11 مايو 1944)، رسامة أمريكية، نسوية، مصممة مسرحية، شاعرة وصاحبة صالون أدبي.
طوّرت ستيتهايمر أسلوب رسم أنثوي ومسرحي يصور صديقاتها وتجاربها في مدينة نيويورك. رسمت أول صورة ذاتية نسوية عارية، ونفذت لوحات تصور قضايا مثيرة للجدل تتعلق بالعرق والجنس، وصورت الأنشطة الترفيهية وحفلات عائلتها وأصدقائها. استضافت مع شقيقاتها صالون جذب أعضاء كثر. في منتصف الثلاثينيات من القرن الماضي، ابتكرت ستيتهايمر تصاميم وأزياء المسرح لجيرترود شتاين وأوبرا طومسون، أربعة قديسين في ثلاثة أعمال. اشتهرت بأعمالها الأربعة الضخمة التي توضح ما اعتبرته (كاتدرائيات) مدينة نيويورك: برودواي، وول ستريت، فيفث أفينيو، ومتاحف الفن الثلاثة الرئيسية في نيويورك.
خلال حياتها، عرضت ستيتهايمر لوحاتها في أكثر من 40 معرضًا متحفيًا وصالونًا في نيويورك وباريس. في عام 1938، عندما أرسل أمين متحف الفن الحديث المعرض الأول للفن الأمريكي إلى أوروبا، بعد وفاتها في عام 1944، نظمت صديقتها مارسيل دوشامب معرضًا بأثر رجعي لأعمالها في متحف الفن الحديث في عام 1946. بعد وفاتها جرى التبرع بلوحاتها للمتاحف في جميع أنحاء الولايات المتحدة. بالإضافة إلى العديد من لوحاتها وتصميمات الأزياء والأزياء، صممت ستيتهايمر إطارات مخصصة للوحاتها والأثاث المطابق لها، وكتبت شعرًا فكاهيًا. نشر شعرها، كريستال فلاورز، بشكل خاص وبعد وفاتها من قبل أختها إيتي ستيتهايمر في عام 1949.

## النشأة والتعليم
وُلدت فلورين ستيتهايمر في مدينة روتشستر بنيويورك في 19 أغسطس 1871. كانت والدتها، روزيتا والتر، واحدة من تسع بنات من عائلة يهودية ألمانية ثرية في نيويورك. والد ستيتهايمر، جوزيف، لديه خمسة أطفال من روزيتا والتر لكنه هجر عائلته إلى أستراليا. بحلول الوقت الذي بلغت فيه ستيتهايمر سن العاشرة، كانت روزيتا وأطفالها الخمسة يقضون جزءًا من كل عام في أوروبا. بحلول أوائل تسعينيات القرن التاسع عشر، تزوج ابنا روزيتا، ستيلا ووالتر، وتركا المنزل. شكلت كارولين (كاري)، ثاني أكبر أبنائها سنًا، وفلورين، وهنريتا (إتي)، الأصغر، علاقة وثيقة مع والدتهن استمرت حتى وفاتها في عام 1935.
أظهرت ستيتهايمر موهبة فنية عندما كانت طفلة. من عام 1881 إلى 1886، عندما كانت في سن العاشرة إلى الخامسة عشر، التحقت بمعهد بريسيرشيس في شتوتغارت، وهي مدرسة داخلية للبنات، حيث تلقت دروسًا فنية خاصة مع المخرجة صوفي فون بريزر. عاشت ستيتهايمر في برلين من 1887 إلى 1889، حيث واصلت تلقي دروس الرسم الخاصة. كانت ستيتهايمر تسافر بانتظام عبر أوروبا مع والدتها وكاري وإيتي، وعلمت نفسها تاريخ الفن بزيارة المتاحف والمعارض الفنية في إيطاليا وفرنسا وإسبانيا وألمانيا. درست المعلمين القدامى، وانتقدت عملهم في مذكراتها، وواصلت أخذ دروس فنية خاصة في وسائل الإعلام مثل الكازين.
في عام 1892، التحقت ستيتهايمر ببرنامج مدته أربع سنوات في رابطة طلاب الفنون في نيويورك، وهي مدرسة على غرار مدارس الفنون الخاصة في باريس. أثناء وجودها في ألمانيا، تعلَّمت أسلوب الرسم الأكاديمي الألماني. في رابطة طلاب الفنون، درست مع مدرسين مثل كينيون كوكس وهاري سيدونز موبراي وجيمس كارول بيكويث، الذين درسوا الرسم الأكاديمي الفرنسي في باريس. بحلول التخرج، كانت قد أتقنت الرسم الواقعي والتقليدي والأكاديمي في البورتريه والعراة في كل من الأساليب الأوروبية الأساسية.
بالعودة إلى أوروبا، بالإضافة إلى مجموعات المتاحف الزائرة، زارت ستيتهايمر أيضًا معارض الصالونات المعاصرة واستوديوهات الفنانين وشاهدت أعمال سيزان ومانيه وفان غوخ وموريسوت وماتيس قبل سنوات من أول معرض كبير للفن الحديث في أمريكا.

## مجموعة تصاميم الأوبرا المبكرة
تُظهر الموكيتات الناتجة، بشخصياتها المُزيّنة المصنوعة من مواد مُخيطّة ومُخرّزة بشكل مُعقّد، حركات مسرحية ونشيطة شبيهة بالرقص وشخصيات فردية تُشكّل مسبقًا لوحاتها الناضجة التي ظهرت في عام 1917. أثناء عملها، كانت لا تزال ترسم المناظر الطبيعية والصور الشخصية التقليدية.
ترتدي العديد من الشخصيات النسائية مادة شفافة مخترعة حديثًا؛ السولوفان. أصبح استخدام السولوفان السمة المميزة لتصميمها الداخلي، وبعد عقدين من الزمان، بدأ المسرح لأوبرا أربعة قديسين في ثلاثة أعمال. نُشر النص بأكمله في كتاب السيرة الذاتية عام 1914، تقطعت السبل بأسرة ستيتهايمر في برن، سويسرا، مع اندلاع الحرب العالمية الأولى، وفي النهاية استقلوا سفينة متوجهة إلى نيويورك. عند عودتها إلى ميناء نيويورك، قررت ستيتهايمر رفض تدريبها الأكاديمي التقليدي وخلق نمط جديد للرسم، والتقاط المشاعر الفورية والتعبيرية التي شعرت بها عند رؤية المعالم والأصوات والناس في مدينة نيويورك في القرن العشرين. انتقلت نساء ستيتهايمر الأربع إلى شقة في شارع ويست 76 في مانهاتن، حيث بدأن في إقامة صالونات ودعوة فنانين مغتربين مثل مارسيل دوشامب وألبرت جليزيس وفرانسيس بيكابيا، بالإضافة إلى أعضاء دائرة ألفريد ستيغليتز، مثل مارسدن هارتلي وجورجيا أوكيف، وموسيقيين وكتاب وشعراء وراقصين وأعضاء في طليعة نيويورك.
أحد الجوانب الفريدة لصالون ستيتهايمر في أن العديد من الأصدقاء والمعارف المثليين وثنائيي الجنس والمثليات لم يكونوا بحاجة إلى إخفاء ميولهم الجنسية في التجمعات كما فعلوا في صالونات أخرى، على الرغم من حقيقة أن العلاقات الجنسية بين الجنسين غير قانونية في نيويورك في ذلك الوقت. غالبًا ما استعرضت ستيتهايمر أحدث لوحاتها لأصدقائها في صالوناتها، كما هو الحال في رسوماتها (1917-1919) قبل إرسالها إلى المعارض. شقيقة ستيتهايمر الكبرى كاري ابتكرت كوكتيلات وأطباق خاصة، للصالونات. خلال فصل الصيف، غالبًا ما كانت عائلة ستيتهايمر تقيم حفلات شبيهة بالصالون طوال اليوم للأصدقاء في منازل صيفية مستأجرة. رسمت ستيتهايمر عددًا من هذه التجمعات لأفراد عائلتها وأصدقائها الذين يستمتعون بالاحتفالات في الهواء الطلق، بما في ذلك بعد ظهر يوم الأحد في البلاد (1917).

## أسلوب اللوحة
خلال حياتها، أقامت ستيتهايمر معرضًا فرديًا واحدًا فقط، في عام 1916. نظمت من قبل زوجة الرسام ألبرت ستيرنر، ماري ستيرنر، وعملت كوسيط بين الفنانة وصانع المعارض. يتألف المعرض من عدد من أعمال الفنانة التي كانت لا تزال متأثرة بأعمال ماتيس، والمرسومة بألوان زاهية ونقية وخطوط سميكة وثقيلة. لاحظ هنري ماكبرايد، أنه غير راضٍ بشكل غامض. غيرت ستيتهايمر أسلوبها في الرسم من خلال العودة إلى التأثير المسرحي المصغر والملون لتصميماتها للفنون. في عمل ستيتهايمر الناضج، نرى ترتيب كل لوحة على شكل مرحلة، مليئة بأفراد الأسرة والأصدقاء والمعارف الذين يمكن التعرف عليهم بسهولة.
في جميع لوحاتها باستثناء الصور، ملأت ستيتهايمر لوحاتها بألوان مشرقة، غير مختلطة في كثير من الأحيان، على خلفية بيضاء مسطحة، غالبًا باستخدام وسائط مختلفة. يحتوي العديد منها على العديد من اللمسات الصغيرة، والمفصلة للغاية. من بين العديد من السمات المميزة للوحاتها، الفكاهة اللاذعة الواضحة في العديد من التفاصيل السردية الصغيرة للتركيبات، مثل صبي المذبح الصغير الذي يحاول إلقاء نظرة خاطفة تحت ثوب العروس في كاتدرائيات الجادة الخامسة (1931). كما ملأت ستيتهايمر مؤلفاتها بالعروض المرئية لشخصيات يمكن التعرف عليها بشكل فردي، مرتبة حول مواقع بارزة فعلية وهندسة معمارية مفصلة ومعروفة بدقة.